# Riley Gibbs
Riley Gibbs (03 de novembro de 1996) é um velejador norte-americano que é campeão dos Jogos Pan-Americanos.

## Trajetória esportiva
O velejador conquistou o ouro nos Jogos Pan-Americanos de 2019, na classe Nacra 17, junto com a compatriota Anna Weis. 
Com a 17ª posição no Mundial de Nacra 17 de 2020, em Geelong, Austrália, o velejador e sua parceira conseguiram a vaga para representar o seu país nos Jogos Olímpicos de Verão de 2020, em Tóquio, Japão. 